# John Bolger
John Edward Bolger (New York, 26 februari 1954) is een Amerikaans acteur.

## Biografie
Bolger groeide op in de wijk Jamaica waar hij zijn high school volgde. Hij ging studeren aan de Bucknell University in Lewisburg (Pennsylvania) waar hij in 1977 zijn diploma haalde. Op deze universiteit begon hij met acteren in toneelstukken, hierna studeerde hij theater aan de New York-universiteit.
Bolger is vanaf 1979 getrouwd waaruit hij drie kinderen heeft.

## Filmografie

### Films
Uitgezonderd korte films.
- 2017 The Only Living Boy in New York - als Irwin Sanders
- 2016 Patriots Day - als vader van Jessica
- 2014 The Union - als Tom
- 2013 The Sound of Music Live! - als Admiraal von Schreiber
- 2006 A Merry Little Christmas – als raadslid
- 2003 Ned Kelly – als priester
- 2002 Pride & Loyalty – als Eddie Biasucci
- 1999 Just Looking – als Dr. Donald Flynn
- 1999 Black and White – als Peter
- 1996 Vibrations – als Cook
- 1995 Almost Golden: The Jessica Savitch Story – als Martin Fishbein
- 1990 Loose Cannons – als Young Von Metz
- 1986 Parting Glances – als Robert

### Televisieseries
Uitgezonderd eenmalige gastrollen.
- 2006 – 2012 General Hospital – als Pres Floyd – 92 afl.
- 2007 The Black Donnellys – als Bobby Donnelly – 6 afl.
- 1998 – 1999 One Life to Live – als John Sykes - 2 afl.
- 1995 – 1997 Another World – als Alton Spader - 20 afl.
- 1993 Loving – als Malcolm Thompson - 7 afl.
- 1988 – 1990 Monsters – als Charles Poole – 2 afl.
- 1989 – 1990 True Blue – als Bobby Traverso – 12 afl.
- 1987 Everything's Relative – als Scott Beeby – 10 afl.
- 1986 Guiding Light - als Phillip Spaulding - 4 afl.

- Gemeinsame Normdatei: 1063141656
- International Standard Name Identifier: 0000 0000 3822 4502
- Library of Congress Control Number: no00030586
- Virtual International Authority File: 36459262
- WorldCat: E39PBJk4H6KPXxmXdwrX7GWqwC